# Sphagnum sancto-josephense
Sphagnum sancto-josephense är en bladmossart som beskrevs av H. Crum och Marshall Robert Crosby 1974. Sphagnum sancto-josephense ingår i släktet vitmossor, och familjen Sphagnaceae. Inga underarter finns listade i Catalogue of Life.